# إنديانابوليس 500 سنة 1927
سباق إنديانا بوليس -500 ميل 1927 أقيم في حلبة إنديانابوليس موتور سبيدواي في 30 مايو 1927 وفاز في السباق جورج سادرز من فريق وليام وايت بمتوسط سرعة 97.545 ميل/س (156.983 كم/س).
وكان أول المنطلقين فرانك لوكهارت بسرعة 120.100 ميل/س (193.282 كم/س).